# سعد طلاس
سعد طلاس، ممثل سعودي دخل المجال الفني عام 1985.

## أعماله

### المسلسلات
- شير شات
- سناب شاف
- سيلفي
- مبتعثات
- ديلفري
- قووول في الثمانيات
- شباب البومب 3
- هذا حنا
- وش وشة
- ليلى ج2
- طاش ما طاش 16
- عذاب